# Porta della Cittadella Vecchia

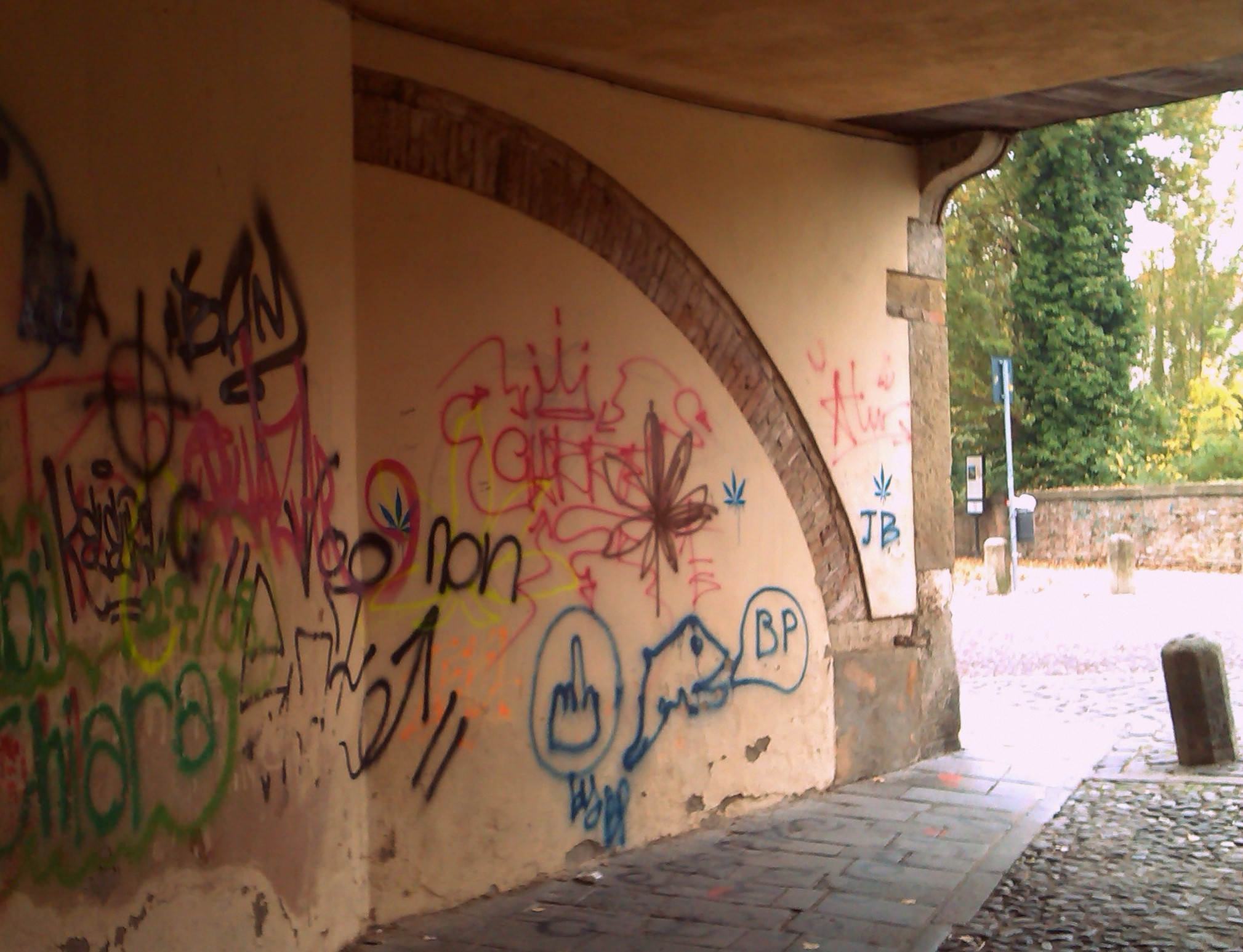
L'interno della porta, pesantemente vandalizzato da graffitti e le tracce di aperture del XII secolo

La Porta della Cittadella Vecchia era uno degli accessi fortificati che si aprivano alle mura duecentesche di Padova.
La porta si innalza all'inizio di Riviera Tiso da Camposampiero, verso Piazza Delia ed è transitabile esclusivamente da cicli e pedoni. Era parte del sistema difensivo della Cittadella Vecchia e di Castelvecchio. Conserva elementi strutturali del XII secolo. Era collegata attraverso una lunga muraglia alla Torre della Catena.

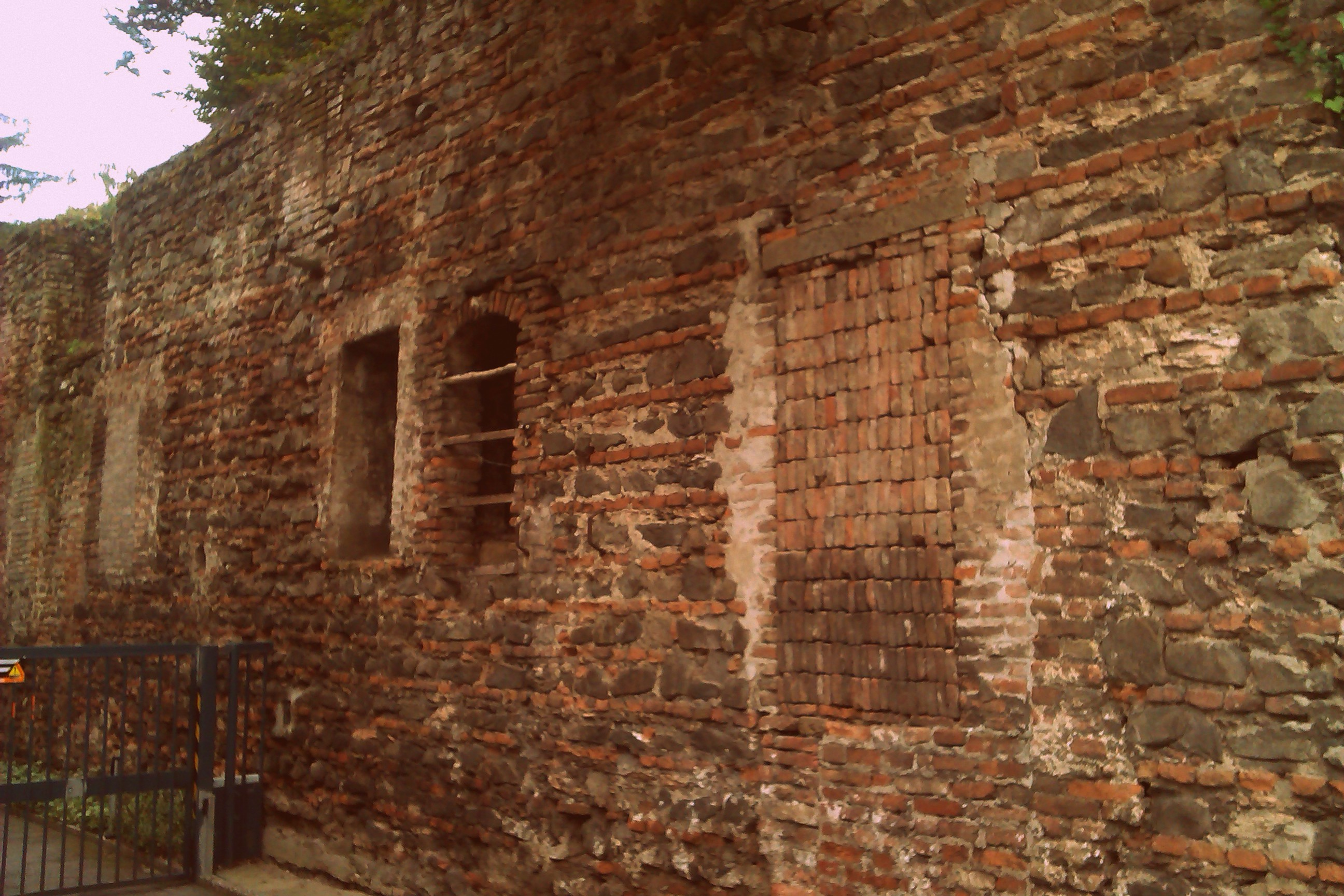
Le mura del Soccorso